# Bürkholz-Formation
Die Bürkholz-Formation war eine Rockband in der DDR. Der Schlagzeuger Thomas Bürkholz und der Gitarrist Heinz Geisler gründeten die Leipziger Band gegen Ende des Jahres 1972. Zu den weiteren Mitgliedern zählten der Sänger Hans-Jürgen Beyer, der Keyboarder Michael Heubach, der Bassist Frank Czerny und der Saxophonist Wolfgang Zahn.
Die Gruppe war vor allem wegen ihrer Live-Konzerte sehr beliebt. Innerhalb weniger Monate etablierte sich die Band durch Konzerte, Rundfunk- und Fernsehauftritte neben Gruppen wie den Puhdys oder der Klaus Renft Combo in den DDR-Charts.
In dem 1972 entstandenen Dokumentarfilm Wenn jeder tanzen würde, wie er wollte, na! werden Ausschnitte eines Konzerts der Band im „Klubhaus der Eisenbahner“ in Berlin-Karlshorst gezeigt.

## Zwangsauflösung am 20. Juli 1973
Nach weniger als einem Jahr wurde die Bürkholz-Formation am 20. Juli 1973 verboten. Der Grund war ein Konzert am 22. Juni 1973, das während der Betriebsfestspiele eines Kombinats im Radeberger Vorwärts-Stadion aus den Fugen geriet: Im Verlauf des Auftritts kam es zu Ausschreitungen von Zuschauern gegen die Ordnungskräfte. Am Ende wurde sogar die Bühne gestürmt. Die Veranstaltung musste abgebrochen werden.
Die Staatsanwaltschaft Leipzig berichtete dem Abteilungsleiter für Kultur über dieses Ereignis und empfahl ihm, die Spielerlaubnis der Bürkholz-Formation zu überprüfen. Die Gruppe habe die Zuschauer durch ihren ekstatischen Vortrag aufgepeitscht und daher den Aufruhr ausgelöst.
Nach einem Ordnungsstrafverfahren musste jedes Mitglied 300 Mark Strafe zahlen. Neben der Zwangsauflösung der Gruppe wurden teilweise Spielverbote ausgesprochen: Thomas Bürkholz durfte seinen Beruf als Musiker zunächst für unbestimmte Zeit nicht mehr ausüben. Für Heinz Geisler, Wolfgang Zahn und Frank-Peter Czerny galt ein Spielverbot von einem Jahr. Michael Heubach und Sänger Hans-Jürgen Beyer blieben verschont. Die Titel der Bürkholz-Formation wurden gesperrt. Eine geplante Tournee mit der Top-Band Omega durch deren Heimatland Ungarn wurde aufgrund der Auflösung der Band kurzfristig abgesagt.
Beyer begann eine Karriere als Schlagersänger. Geisler wurde später Musiker und Komponist bei der DDR-Band Pilot. Heubach wurde kurzzeitig Mitglied bei der Horst-Krüger-Band, mit der er auch den schon in der Bürkholz-Formation komponierten Titel Tagesreise aufnahm und gründete 1974 die Band Automobil mit Nina Hagen als Sängerin. Czerny wechselte zu Prinzip. Bürkholz konnte ab 1975 bei SET einsteigen.